# Polish Open Challenger
Il Polish Open Challenger, noto come BNP Paribas Polish Open per ragioni di sponsorizzazione, è stato un torneo di tennis professionistico maschile facente parte dell'ATP Challenger Tour. Si è giocata la sola edizione del 2011 sui campi in terra rossa del Sopocki Klub Tenisowy a Sopot in Polonia.

## Albo d'oro

### Singolare
| Anno | Campione    | Finalista    | Punteggio |
| ---- | ----------- | ------------ | --------- |
| 2011 | Éric Prodon | Nikola Ćirić | 6–1, 6–3  |

### Doppio
| Anno | Campioni                             | Finalisti                        | Punteggio   |
| ---- | ------------------------------------ | -------------------------------- | ----------- |
| 2011 | Mariusz Fyrstenberg Marcin Matkowski | Olivier Charroin Stéphane Robert | 7–5, 7–6(4) |